# Tarascon
Tarascon (provansalsko Tarascoun) je naselje in občina v jugovzhodnem francoskem departmaju Bouches-du-Rhône regije Provansa-Alpe-Azurna obala. Leta 2006 je naselje imelo 13.376 prebivalcev.

## Geografija
Kraj se nahaja v pokrajini Provansi na levem bregu reke Rone nasproti Beaucairu (departma Gard), 20 km severno od Arlesa.

## Uprava
Tarascon je sedež istoimenskega kantona, v katerega so poleg njegove vključene še občine Boulbon, Mas-Blanc-des-Alpilles, Saint-Étienne-du-Grès in Saint-Pierre-de-Mézoargues s 17.745 prebivalci.
Kanton Tarascon je sestavni del okrožja Arles.

## Zanimivosti
- romansko-gotska kolegialna cerkev sv. Marte iz 12. do 14. stoletja, z grobnico iz 3. stoletja. V cerkvi naj bi bila pokopana biblijska oseba Marta iz Betanije.
- grad iz prve polovice 15. stoletja, le château du roi René,
- na ozemlju občine se nahaja opatija Saint-Michel de Frigolet,
- po legendi naj bi v 1. stoletju na ozemlju Tarascona živela pošast Tarasque,
- Tartarin iz Tarascona, novela francoskega pisatelja Alphonsa Daudeta; od leta 1985 je v kraju odprt muzej, posvečen fikcijskemu liku pustolovca Tartarina.
- Zadnjo nedeljo v junijo je organiziran vsakoletni festival v čast Tartarina in mitološke pošasti Tarasqua.

## Pobratena mesta
- Beit She'an (Izrael),
- Elmshorn (Schleswig-Holstein, Nemčija),
- Fraga (Aragonija, Španija),
- Neviano degli Arduini (Emilija-Romanja, Italija),
- Porrentruy (Jura, Švica)